# Richard Malloway
Richard Malloway (Th'eláchiyatel; * 15. Dezember 1907 in Sardis, British Columbia; † 1987) war ein Häuptling der Stó:lō, einer First Nation im kanadischen British Columbia am unteren Fraser River.
Er lernte früh die Fertigkeiten eines Medizinmanns und Heilers, setzte sich aber auch für ökonomische, politische und kulturelle Rechte der First Nations ein.

## Leben
Richard Malloways Eltern waren Julius und Mary Malloway, seine Geschwister Vincent und Susan Jimmy. Richard war als Kind kränklich und besuchte daher nie eine Residential School. Diese Schulen für Kinder der Indigenen in Kanada dienten dazu, die Schüler zu assimilieren. Eines der Mittel dazu war das Verbot, die Muttersprache zu benutzen, aber auch jede andere Art der Ausübung der überlieferten Kultur war untersagt. Malloway durfte also, im Gegensatz zu den dort unterrichteten Schülern, seine Muttersprache benutzen und seine Kenntnisse und Fertigkeiten darin vertiefen. Darüber hinaus wurde er zu Hause aufgezogen und wuchs damit in die Kultur seines Stammes hinein. Dabei unterwies ihn der Medizinmann Catholic Tommy. Von seinem Großvater – ebenfalls einst Medizinmann – übernahm er einige wenige Erbstücke wie einen Lederkoffer. Richard selbst wurde, aufbauend auf diesen Kenntnissen und dem Ansehen seiner Vorfahren später ein berühmter Heiler.
Malloway lernte dennoch sehr gut Englisch. Aufgrund dieser Englischkenntnisse bestimmten ihn die Häuptlinge Billy Sepass von den Skowkale, Albert Douglas von den Tzeachten und Albert Louis von den Yakweakwioose 1932 zum Sprecher der genannten Bands, wie man in British Columbia die Hausgruppen, manchmal auch Stämme bezeichnete. Knapp zehn Jahre später wurde Malloway selbst als Häuptling der Yakweakwioose ausgesucht, nicht einfach als Erbe einer bestimmten Linie, sondern aufgrund seiner Fähigkeiten.
Neben diesen Fähigkeiten beherrschte er den winterlichen Spirit Dance, den er zwar prinzipiell ausüben durfte, doch in einer Zeit, in der dies durch die kanadische Regierung verboten war, war dies nicht ohne Risiken. Erst ab 1968 durfte der Tanz wieder öffentlich praktiziert werden. Einer der wichtigsten von ihnen war der Sxwayxwey-Tanz, der nur dem erlaubt war, der die dazugehörige Sxwayxwey-Geschichte besaß und die Sxwayxwey-Maske tragen durfte. Dieser Tanz wurde mitsamt der Maske zum ersten Mal wieder 1988 innerhalb der Familie aufgeführt.
Der Urgroßvater von Richards Frau Edna Malloway war der erste Mann, der die Maske beim Tanz trug. Sie hatte einem seiner Vorfahren auf der Flucht das Leben gerettet. Ursprünglich hatten zwei Frauen zwei Masken aus dem Zusammenfluss von Chehalis und Fraser geholt. Der Urgroßvater hieß Yukpalem, ein Name, den auch Richards und Ednas Sohn Frank trägt. Er ist heute der Häuptling der Yakweakwioose.
Richard war ein direkter Nachkomme der vier ältesten Ahnen der Stämme der Chilliwacks, also von Th'eláchiyatel, Yexwpílem, Siyemchess und Xwexwayleq. Diese genealogischen Verbindungen sind bei den Küsten-Salish bedeutsam, da die Eheverbote bis in den 5. Grad reichen. Zudem hängen erbliche, traditionelle Rechte und Titel, wie das Tragen der Sxwayxwey-Maske, das Recht an einer bestimmten Stelle Fische zu fangen oder einen bestimmten Namen zu tragen, ausschließlich an dieser Verwandtschaftslinie.
Die tiefen Kenntnisse der Eheleute Malloway waren auch unter Völkerkundlern bekannt. Richards Frau Edna Malloway war schon in den 1960er Jahren von Oliver Wells, dann von Claude Lévi-Strauss in den 1970er Jahren befragt worden, und Gordon Mohs, ein Sto:lo-Forscher hatte sie in den 80er Jahren interviewt. Bei vielen dieser Interviews zeigte sich wiederum ein fundamentales Missverständnis. Während westliche Wissenschaftler darauf achten, die Erzählungen nicht durch eigene Beiträge zu „verfälschen“, indem sie die Interviewten möglichst allein erzählen lassen, ist für die Salish eine Erzählung eine soziale Handlung auf Wechselseitigkeit. Ein „guter“ Zuhörer kommentiert, interpretiert und liefert anregende Hinweise aus seinem eigenen Erfahrungshorizont.
Richard Malloway lebte jedoch keineswegs in der Vergangenheit. Er war der erste Angehörige einer First Nation, der sich mit einem Milchbetrieb erfolgreich selbstständig machte. Dennoch erlebte das Paar auch wirtschaftliche Krisen. Als ihr Haus abbrannte, reichten die 150 Dollar, die der zuständige Indianeragent ihnen für ein neues Haus gab, nicht einmal für eine neue Hütte. So arbeiteten sie auf den Hopfenfeldern und bauten sich nach und nach aus eigener Kraft ein neues Haus.
Zwei Jahre später heirateten Richard und Edna. Sie erhielten nach intensivem Briefwechsel sogar eine kleine Unterstützung. Die beiden bauten sich ein informelles Netzwerk auf, das über die Grenzen des Stammes hinausreichte. Dazu trug vor allem bei, dass das Cultas Lake Indian Festival auch Nicht-Indianer anzog. Richard betätigte sich dort oftmals als eine Art Zeremonienmeister und leitete die Kanurennen, die als ein wichtiger Bestandteil der Stammestraditionen wiederbelebt wurden.
Die Sto:lo wirken heute weniger traditionell als viele andere Küsten-Salish-Stämme. Das hat einen einfachen Grund. Ihre traditionellen Bekleidungen, Tänze, Gesänge, Rituale sind nicht für die Öffentlichkeit bestimmt, schon gar nicht außerhalb des Stammes. Malloway ermunterte nicht nur zur Wiederaufnahme solcher Rituale, sondern auch dazu, traditionelle Namen, die oftmals seit vielen Generationen nicht mehr in Gebrauch waren, wieder zu nutzen.
Vielfach sind Traditionen aber auf andere Weise verdeckt. So sind etwa traditionelle Formen des Zusammenlebens für Weiße nicht leicht zu erkennen. Die Verteilung der Familie in einem Haus erfolgt beispielsweise nicht nach dem Zufallsprinzip, und auch nicht nur danach, wie weit beispielsweise der Häuptling vom Eingang entfernt leben sollte. Entscheidend sind auch hier, wie an zahllosen Stellen, die örtlich fühlbaren spirituellen Kräfte, besonders die guten und schlechten Kräfte bestimmter Pfähle im Haus. Oftmals sind sie für den Unkundigen gekennzeichnet, z. B. als schlechte Orte zum Schlafen mit einer Keule.
An Malloway erinnert das Richard Malloway Memorial Big House. Der Stamm der Yakweakwioose bestand im Oktober 2009 aus 63 Mitgliedern, im August 2011 waren es 65, im März 2013 66, im Mai 2014 67.